# Granader

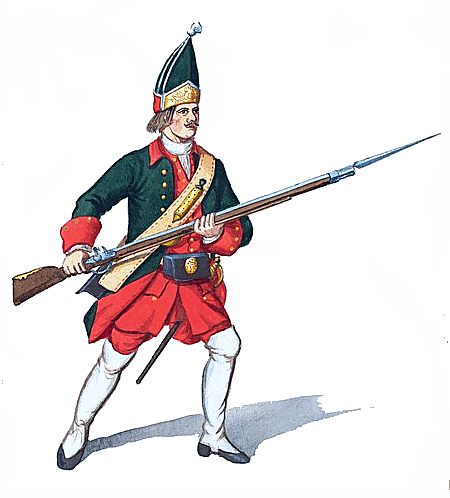
Granader rus (1732)

El granader era un soldat d'un cos d'elit, els granaders, que formava part de la infanteria de línia; els granaders es triaven entre els soldats més robustos i coratjosos i de major estatura.

## Història
Originàriament, en formar-se a mitjan segle xvii, la funció dels granaders era precedir la resta de la infanteria i atacar l'enemic tot llançant granades (bombes de mà); d'ací el nom.
Cap al 1700 aquesta especialització havia perdut importància, però els granaders s'havien consolidat com a únic cos d'elit inclòs en la infanteria de línia; precedien les columnes d'atac i ocupaven els punts més essencials de la formació.
Des del segle xviii també hi hagué granaders de cavalleria en alguns exèrcits.
Napoleó formà unitats de granaders al si de la Guàrdia Imperial; altres guàrdies reials n'imitarien la iniciativa i, encara més, la lligadura.
Cap a mitjan segle xix les unitats de granaders, mancades ja d'especifitat, tendiren a desaparèixer de la majoria d'exèrcits, tot i que algunes unitats en conserven el nom a títol honorífic.

## Lligadures granaderes

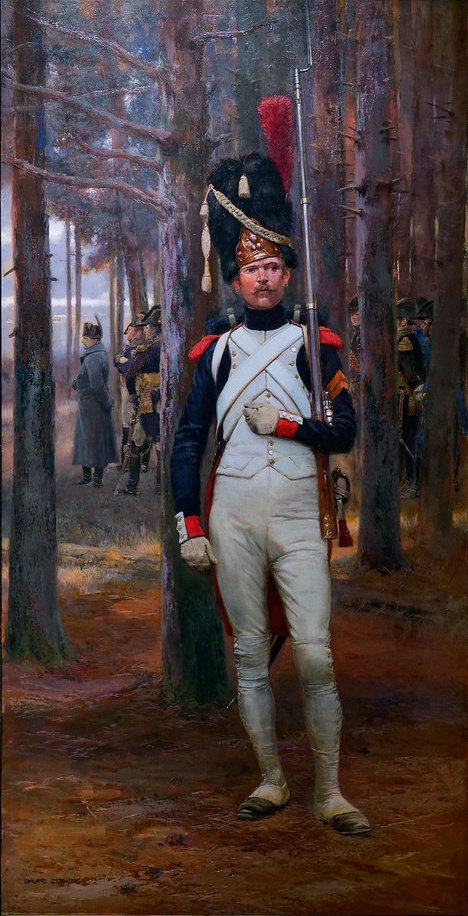
Granader de la Guàrdia Imperial napoleònica, amb el característic morrió de granader

Des del principi els granaders tingueren uniforme propi, l'element més característic del qual fou sempre la lligadura. El casquet de granader del segle xvii (anomenat gorra granadera a la Catalunya coetània) era poc més que un casquet de dragó a què s'havia afegit una placa frontal; és a dir, era una cucurulla amb l'extrem superior, flàccid, caigut sobre la copa (tot formant una mena de bossa) i rematat en borla (floc), més la placa. Segons una tradició persistent, el casquet de granader es duia en comptes del barret coetani perquè les ales podien entrebancar els braços en aixecar-los per a llançar la granada. Segons afirmen uniformòlegs prestigiosos com Preben Kannik i John Mollo, emperò, això és una llegenda, perquè les granades es llançaven d'avall cap amunt; la funció del casquet, com entre els dragons, era no entrebancar-se amb el fusell que es duia penjat a l'espatlla amb portafusell. Amb el pas del temps la bossa tendí a reduir-se i la placa a augmentar.
Cap al 1700 l'evolució del casquet de granader havia donat pas a una nova lligadura, força diferent. El casquet de granader del segle xviii, metàl·lic o de feltre, mancava de bossa i estava dominat per la placa frontal, ara metàl·lica i de forma triangular curvilínia, força elevada, fins a atènyer l'alçada d'un morrió, de manera que recordava la mitra dels bisbes, raó per la qual també es coneixia com a mitra; precisament per aquest motiu aquest segon tipus de casquet de granader trigà més a implantar-se als països de tradició catòlica. Al capdamunt de la placa solia dreçar-se una borla, heretada de l'antiga configuració.

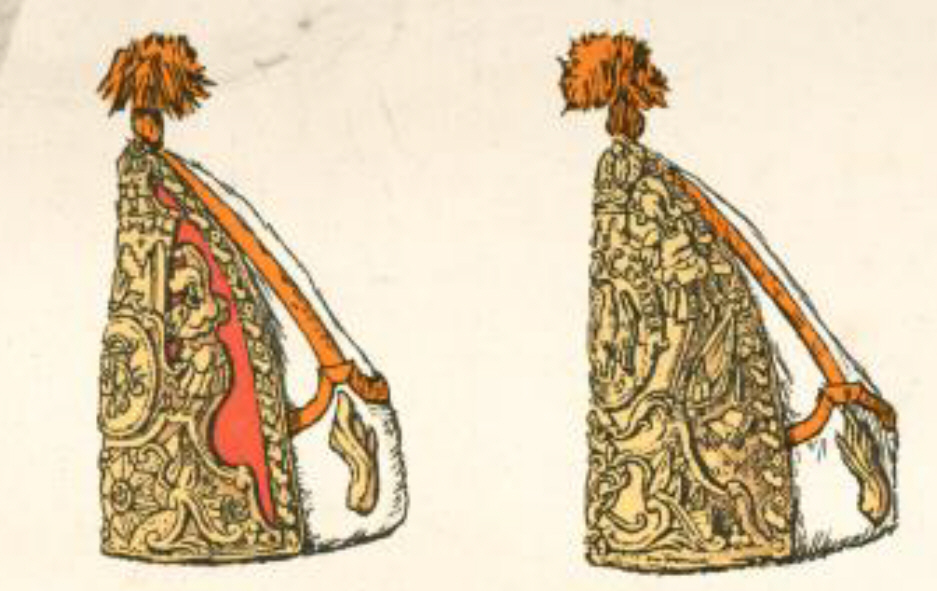
Casquets de granader prussians del, característics de la tipologia

La tercera i darrera lligadura característica d'aquest cos fou el morrió de granader, de pell i amb placa frontal, ara més reduïda. Sorgit a mitjan segle xviii, i al principi d'ús minoritari, en la dècada de 1790 desplaçà totalment el casquet de granader. El seu ús per part dels granaders de la Guàrdia Imperial napoleònica animà altres guàrdies reials a adoptar-lo (fossin granaders o no), raó per la qual certes guàrdies reials encara l'usen amb l'uniforme de gala. Fora d'aquest ús simbòlic, el morrió de granader pràcticament havia deixat d'existir cap al 1914.